# Mitrella inesitae
Mitrella inesitae es una especie de molusco gasterópodo de la familia Columbellidae en el orden de los Neogastropoda.

## Distribución geográfica
Es endémica de la isla de Santo Tomé (Santo Tomé y Príncipe).